# Argemone arida
Argemone arida là một loài thực vật có hoa trong họ Anh túc. Loài này được Rose mô tả khoa học đầu tiên năm 1903.